# Tu–160
A Tu–160 (NATO-kódja: Blackjack) a Szovjetunióban a Tupoljev-tervezőirodánál (OKB–156) az 1970-es években kifejlesztett, változtatható szárnynyilazású szuperszonikus stratégiai nehézbombázó. 1987-ben állították szolgálatba a Szovjet Hadseregben. Jelenleg 16 db áll szolgálatban az Orosz Légierőben. A Tu–160 az eddig megépített legnagyobb méretű harci repülőgép. Az orosz pilóták körében Fehér hattyú (Белый лебедь, Belij lebegy) a gép beceneve.

## Története
A Tu–160 kifejlesztésére az amerikai B–1 bombázó fejlesztése volt jelentős hatással. Nyikita Hruscsov főtitkár idején a szovjet stratégiai atom-ütőerő gerincét a szárazföldi telepítésű ballisztikus rakéták alkották. Az 1960-as években a csupán a hangsebesség alatti Tu–95 és M–4 bombázókkal felszerelt szovjet stratégiai légierő ütőképessége korlátozott volt a NATO-országok fejlett légvédelmi rendszere mellett. A Szovjetunió Minisztertanácsa 1967-ben rendelte el egy stratégiai bombázó kifejlesztését, amely 3200–3500 km/h-s maximális sebesség és 18 000 m szolgálati csúcsmagasság mellett képes a 11-13 ezer km-es hatótávolság elérésére, a hangsebesség alatt repülve pedig a 16-18 ezer km-es hatótávolságot is eléri. A gép fegyverterhelését 45 tonnában határozták meg. A magas csúcssebesség követelményére jelentős hatással volt a 3,1 Mach sebességet elért, de sorozatgyártásra nem került amerikai XB–70 Valkyrie teljesítménye.
A követelményeknek megfelelő bombázó előzetes tanulmányainak elkészítéséhez a Szuhoj- és a Mjasziscsev-tervezőiroda kezdett hozzá. A Tupoljev-tervezőiroda a jelentős leterheltsége miatt akkor még nem foglalkozott a tervvel. A Szuhoj-tervezőiroda a korábbi T–4 (100-as gyártmány) stratégiai bombázója alapján kezdett hozzá a T–4MSZ (200-as gyártmány) tervezéséhez. A Mjasziscsev-tervezőiroda két tervezetet is kidolgozott. Az M–18 típusjelű gép hagyományos aerodinamikai kialakítású volt változtatható szárnynyilazással, az M–20 pedig kacsa-elrendezésű volt.
1969-ben a Tupoljev-tervezőiroda is bekapcsolódott a munkába. A tervezőiroda a Tu–144-gyel korábban már jelentős tapasztalatokat szerzett a nagyméretű szuperszonikus repülőgépek terén. A Tupoljev által elkészített, 160-as gyártmányjelzést viselő kezdeti terv a Tu–144 konstrukciós megoldásaiból indult ki, de először még elvetették a változtatható szárnynyilazás alkalmazását a szárnymozgató mechanizmus jelentős tömegnövelő hatása miatt.
A szovjet katonai vezetés a Szuhoj-, a Mjasziscsev- és a Tupoljev-tervezőirodák javaslatainak értékelése után 1972-ben a Szuhoj 200-as gyártmányjelzésű (T–4MSZ) gépét találta a legjobbnak. A Szuhoj-tervezőiroda abban az időben azonban a Szu–27 vadászrepülőgép fejlesztésével volt elfoglalva, ezért a T–4MSZ helyett a Tupoljev-tervezőiroda gépének megvalósítása mellett döntöttek.
A Tupoljev OKB-nél ezt követően jelentősen módosították a terveket, és végül az amerikai B–1-nél is alkalmazott változtatható szárnynyilazás mellett döntöttek, de a B–1 aerodinamikai kialakítása is jelentős hatással volt a 160-as gyártmány fejlesztésére. A fejlesztési munkában részt vettek a Mjasziscsev-tervezőiroda munkatársai is, akik az M–18-hoz tervezett változtatható szárnynyilazású szárnnyal kapcsolatos tapasztalataikkal segítették a munkát. A repülőgép főkonstruktőre Valentyin Bliznyuk volt.
1977-ben, abban az évben, amikor az amerikai B–1A programját ideiglenesen felfüggesztették, a Tu–160-at elfogadta a szovjet állami bizottság. Első felszállására 1981. december 18-án került sor. A repülőgépről egy hónappal később sikerült a Nyugatnak képet alkotnia, amikor egy, a Zsukovszkiji nemzetközi repülőtéren álló prototípust lefényképeztek egy utasszállító repülőgépről.
A Tu–160 típusjelzést kapott stratégiai bombázó sorozatgyártása 1984-ben kezdődött el a Kazanyi Repülőgépgyárban. A sorozatgyártást végző vállalatnál a gép a 70-es gyártmányjelzést kapta. Eredetileg 100 db repülőgép megépítését tervezték, de végül a három prototípust is beleszámítva, összesen 35 db repülőgép készült el. A pénzügyi háttér hiánya miatt 1992-ben felfüggesztették a sorozatgyártást. Több félkész repülőgép maradt a gyárban. A gépek egy része a Szovjetunió felbomlásakor Ukrajnában állomásozott, ezeket a példányokat Oroszország tiltakozása ellenére az Amerikai Egyesült Államok jelentős pénzügyi segítségével megsemmisítették. Az orosz kormányzat a sorozatgyártás folytatásáról döntött, így kis intenzitású gyártás mellett 2008–2009 között hat példány befejezését és hadrendbe állítását tervezik.
2015 májusában jelentette be az Orosz Légierő parancsnoka, hogy felújítják a Tu–160-as sorozatgyártását és legalább 50 darab beszerzését tervezik. 2017 novemberében mutatták be az első elkészült példányt. ez már a Tu–160M modernizált változata, a Tu–160M2 változatú repülőgép volt. A gép csak részben volt új építésű, valójában egy 1994-ben félbehagyott sárkányszerkezetet fejeztek be. Az M2-es változat legfőbb újdonsága a korábbiaknál gazdaságosabb üzemű Kuznyecov NK–32–2 gázturbinás sugárhajtómű.

## Alkalmazása

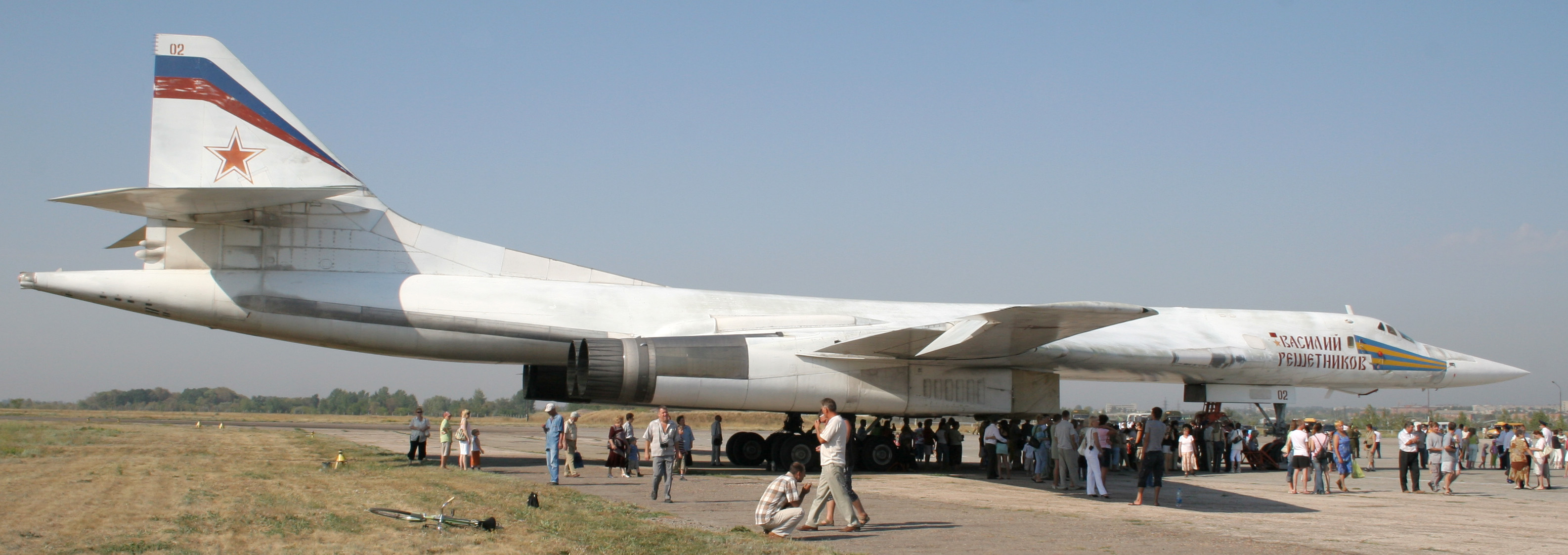
A Vaszilij Resetnyikov nevét viselő Tu–160

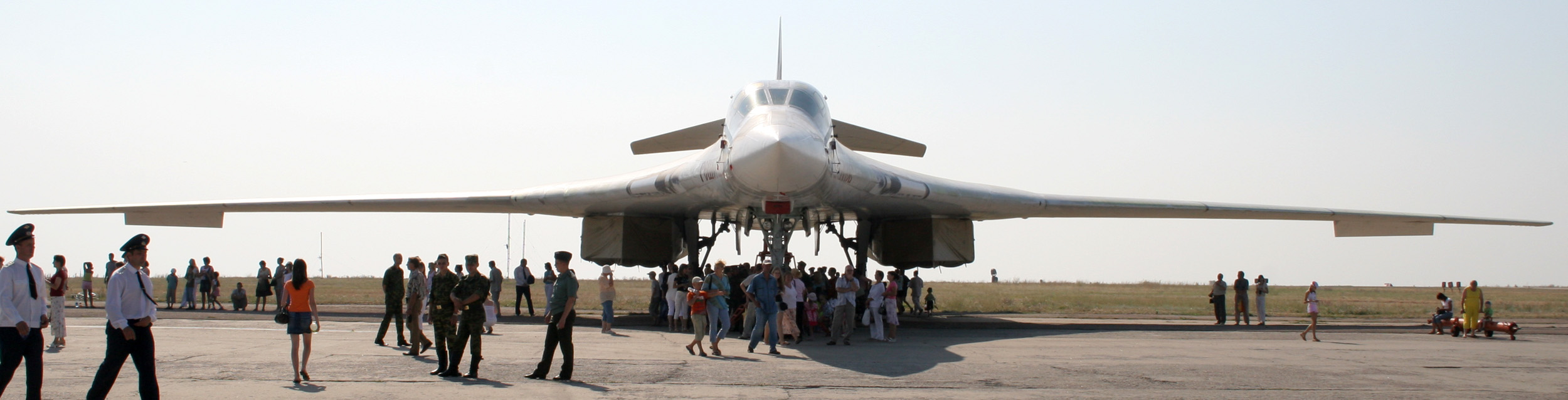
A Tu–160 szemből

Az első Tu–160 bombázók 1987-ben álltak szolgálatba az ukrajnai Prilukiban állomásozó 184. nehézbombázó repülőezrednél. 1991-ig 19 gépet kapott az alakulat. A Szovjetunió felbomlásakor az összes hadrendben álló és ukrán területen állomásozó Tu–160 Ukrajna tulajdonába került. A gazdasági nehézségek miatt Oroszország 1992-ben egyoldalúan beszüntette stratégiai bombázói járőrözését.
1992-ben a Szaratov melletti Engelsz légibázison megalakították a 121. távolsági repülőezredet, amely 1994-ben hat gépet kapott a kazanyi repülőgépgyárban korábban megépített, de a Szovjetunió felbomlása miatt át nem adott gépek közül.
Ukrajna az atomfegyverek és stratégiai erők felszámolásáról a nyugati hatalmakkal kötött megállapodás értelmében 1998-ban a Tu–160-as bombázók megsemmisítése mellett döntött. Az 1999–2000-ben lezajlott orosz–ukrán tárgyalások eredményeképpen azonban Ukrajna úgy határozott, hogy a 19 db bombázóból 8 db-ot (és további három Tu–95 bombázót) átad Oroszországnak az ukrán gázadósság egy részének leírása fejében. Az Ukrajnában maradt gépeket a 2000-es évek elején egy kivételével – amerikai pénzügyi segítséggel, és Oroszország tiltakozása mellett – szétbontották. A megmaradt egy ukrán Tu–160-ast a poltavai repülőmúzeumban állították ki.
2000 májusára a kazanyi repülőgépgyár egy korábbi félkész példányt befejezett, így a meglévő 14 db mellé egy újabb gép csatlakozott. Az orosz védelmi minisztérium 2002-ben szerződést kötött a Kazanyi Repülőgépgyártó Termelési Egyesüléssel (KAPO) a 15 gépből álló bombázó-flotta korszerűsítésére.
2003. szeptember 18-án a hajtóművek nagyjavítását követő berepülés során a 01 oldalszámú gép az Engelsz légibázistól mintegy 40 km-re lezuhant. A lezuhant gép pótlására az orosz légierő 2006 júliusában kapott egy felújított Tu–160-ast. A 19-es oldalszámmal, Valentyin Bliznyuk néven hadrendbe állított gépet még 1986-ban gyártották, és a Tupoljev vállalat használta kísérleti repülésekhez.
2004 februárjában a sorozatgyártás felújításáról döntöttek. Az első, új sorozatból való Tu–160 berepülése 2007 decemberében kezdődött el, a Vitalij Kopljovról elnevezett gép 2008-ban állt hadrendbe. Az Orosz Légierő 2008-ban három–négy gép hadrendbe állítását tervezte.

## Fegyverzete
A maximálisan 40 tonna össztömegű fegyverzet a gép törzsében kialakított két fegyvertérben helyezhető el. Fegyverzetét hagyományos és atomtöltetű gravitációs és irányított légibombák, robotrepülőgépek és földi célok elleni rakéták alkotják.
A géphez rendszeresített H–55 típusú szubszonikus manőverező robotrepülőgépből a fegyvertérbe helyezett két forgó dobon hat–hat darabot, összesen 12 darabot szállíthat. A földi célpontok elleni változat programvezérlésű, a célpont koordinátáit indítás előtt kapja meg a robotrepülőgép. A hajók elleni változat rádiólokátorral rendelkezik, a robotrepülőgép repülésének kezdeti fázisában programvezérléssel halad, majd a végfázisban aktív lokátoros önirányítással közelíti meg a célt.

## Műszaki adatok

### Méret- és tömegadatok
- Fesztáv: 55,7 / 35,6 m (kinyitott és behúzott állapotban)
- Hossz: 54,1 m
- Magasság: 13,1 m
- Szárnyfelület: 400 / 360 m²
- Üres tömeg: 110 000 kg
- Normál felszálló tömeg: 267 600 kg
- Maximális felszálló tömeg: 275 000 kg

### Hajtóművek
- Hajtóművek száma: 4 db
- Típusa: Kuznyecov NK–32 gázturbinás sugárhajtómű
- Maximális tolóerő: 4×137 kN utánégető nélkül, 4×245 kN utánégetővel

### Teljesítményadatok
- Legnagyobb sebesség: 2230 km/h (nagy magasságban)
- Utazósebesség: 917 km/h
- Hatótávolság: 12 300 km
- Hatósugár: 7300 km
- Szolgálati csúcsmagasság: 16 000 m
- Emelkedőképesség: 70 m/s
- Maximális repülési idő: 15 óra
- Tolóerő–súly arány: 0,37 utánégetővel
- Felszállási úthossz: 900 m
- Kigurulási úthossz: 2000 m